# Monolitisk kerne
En monolitisk kerne er en betegnelse for en grundtype af operativsystemer.
Kernen er et computerprogram, som sørger for at hardware-enhederne (tastatur, mus, 
skærm, harddisk, RAM, osv.) bliver i stand til at kommunikere med hinanden – 
at udveksle data. Til hver enhed hører et driverprogram og andre kerme-moduler, som er tilpasset den specielle enhed. Dette program kan inkluderes 
i kernens hovedprogramkode (kildetekst), når programmet skal
oversættes til maskinkode (binært, eksekverbart program).
Hvis kernen på denne måde indeholder samtlige drivere til de enheder, 
computeren er tiltænkt, er kernen monolitisk.
En monolitisk kerne er god til maskiner, hvor man ikke har tænkt sig fra tid til anden, at installere ny versioner og typer af hardware. 
I en vaskemaskine eller bil er hardwaren i den enkelte maskine temmelig stabil. Man udskifter ikke uden videre delene.
Hvis man gør, bliver det på grund af skade eller slid. Så udskifter man blot til nye enheder af samme type og dermed samme driver som allerede er installeret i maskinen.
Modsætningen til en monolitisk kerne er en modulær kerne.
Operativsystemet Linux var oprindeligt en monolitisk kerne, mens man med kerne 2.0 fik adgang til at lave kerne-moduler.
Det gav en dynamisk mulighed for at kunne understøtte, at man installerede ny typer af hardware med tilhørende drivere.
Det gav altså den mulighed, som er almenkendt i dag, at man kan installere ny hardware uden at skulle geninstallere operativsystemet.
| Programmering | Spire Denne artikel om datalogi eller et datalogi-relateret emne er en spire som bør udbygges. Du er velkommen til at hjælpe Wikipedia ved at udvide den. |